# Jan Mak
Jan Mak (Voorburg, 21 juni 1945) is een Nederlands voetbaltrainer, die onder meer werkzaam was bij FC Volendam. Vanaf begin jaren tachtig van de vorige eeuw werkte hij voornamelijk in Scandinavië. Mak was onder meer bondscoach van de Afrikaanse eilandengroep de Seychellen.
Als speler kwam hij acht jaar uit voor VUC met een onderbreking om in Brazilië op een voetbalschool te werken. Vervolgens werd hij door Holland Sport vastgelegd, maar hij debuteerde niet in het eerste team.
Naast het voetbal was hij werkzaam als militair sportinstructeur. Hij gaf training in het amateurvoetbal en was ambtenaar sportzaken in Zoetermeer totdat hij in 1973 assistent werd bij FC Groningen. In 1977 behaalde hij het diploma Oefenmeester A. Van 1977 tot 1979 trainde hij FC Volendam. Vervolgens werd hij jeugdtrainer bij Feyenoord.
In 1981 vestigde hij zich in Zweden, waar zijn vrouw vandaan komt. Hij trainde er verschillende clubs. In juli 1985 wist hij met zijn ploeg IS Halmia in een oefenwedstrijd tegen Ajax Amsterdam in Zweden een 0-3 achterstand om te buigen in 3-3 gelijkspel, door alleen nog maar 'lange ballen' te spelen. Mak was lang werkzaam bij IF Elfsborg, waar hij eerder hoofdcoach was, in de rollen van assistent-trainer, jeugdtrainer en hoofd jeugdopleidingen.
In 1992 werd hij door het organisatiecomité van het Europees kampioenschap voetbal 1992 in Zweden aan het Nederlands voetbalelftal toegewezen als begeleider.
In 1994 ging hij in Libanon trainen. In meerdere periodes was Mak bondscoach van de Seychellen, voor het laatst in 2019. Mak was tussendoor nog actief bij Elfsborg in de jeugd, bij het vrouwenteam en als technisch adviseur. In 2022 ging hij daarnaast Gånghester/Målsryd trainen.